# MOVIE2 〜 WORLD TOUR 1989 服部
「MOVIE2 〜 WORLD TOUR 1989 服部」（ムービー2 ワールドツアー1989 はっとり）は、日本のロックバンド、ユニコーンのライブ映像を収めた作品。

## 解説
- 「UNICORN WORLD TOUR 1989 服部」より、1989年4月29日の日比谷野外音楽堂公演、1989年7月10日の日本武道館公演を編集し収録。前半は日比谷公演、後半は武道館公演という構成。ちなみに日比谷公演が開催された日は、シングル「大迷惑」発売日でもある。
- 日比谷野音での撮影は実験的要素が多数含まれている。詳細は後述。
- 武道館公演では寺岡呼人が乱入。その模様も収録されている。
- 初回特典：ラミネートパス封入

## 収録曲
1. サービス
実験要素のひとつで、客と一緒にカメラマンも踊っている。
2. おかしな2人
中央にカメラを設置して撮影。
3. シンデレラ・アカデミー
カメラ5台の映像をデジタル合成したパノラマ映像となっている。
4. 大迷惑
終わり際、特効が出る直前にステージ前方に立っていた奥田を手島が引き戻すシーンが見受けられる。
5. Pink Prisoner
6. 抱けるあの娘
7. 君達は天使
8. 逆光
9. 服部
10. 人生は上々だ